# Magical Halloween
Magical Halloween (マジカルハロウィン Majikaru Harowin?) es una serie de máquinas tragaperras (tragamonedas) (pachislot) ambientada en Halloween y desarrollada por Konami, concretamente por su división KPE. Comenzó a publicarse en el año 2007, únicamente en Japón, y hasta el momento se compone de doce títulos:
- Magical Halloween (マジカルハロウィン Majikaru Harowin?) (julio de 2007)
- Magical Halloween R (マジカルハロウィンR Majikaru Harowin R?) (marzo de 2009)
- Magical Halloween 2 (マジカルハロウィン２ Majikaru Harowin 2?) (enero de 2010)
- Magical Halloween 3 (マジカルハロウィン３ Majikaru Harowin 3?) (septiembre de 2011)
- Magical Halloween 4 (マジカルハロウィン4 Majikaru Harowin 4?) (noviembre de 2013)
- CR Magical Halloween (CRマジカルハロウィン CR Majikaru Harowin?) (mayo de 2014) (Relanzada de Magical Halloween 4)
- Magical Halloween 5 (マジカルハロウィン5 Majikaru Harowin 5?) (febrero de 2016)
- Magical Halloween 6 (マジカルハロウィン6 Majikaru Harowin 6?) (marzo de 2018)
- Magical Halloween 7 (マジカルハロウィン7 Majikaru Harowin 7?) (diciembre de 2019)
- Magical Halloween: Trick or Treat (マジカルハロウィン Trick or Treat Majikaru Harowin Trick or Treat?) (septiembre de 2021)
- Magical Halloween 8 (マジカルハロウィン8 Majikaru Harowin 8?) (diciembre de 2023)
- Magical Halloween: Bonus Trigger (マジカルハロウィン ボーナストリガー Majikaru Harowin Bōnasu Torigā?) (2025)

## Personajes
| Nombre | Actor de voz |
| ------ | ------------ |
| Alice  | Yui Horie    |

## Curiosidades
- En la Saga Parodius, como el Pachisuro Gokuraku Parodius, Alice hace un cameo en tres calabazas.[cita requerida]

- En la Saga Ganbare Goemon, como el Pachisuro Ganbare Goemon Pachisuro 2, Alice hace un cameo en un foto.[cita requerida]